# Cyperus marojejyensis
Cyperus marojejyensis là loài thực vật có hoa trong họ Cói. Loài này được Bosser mô tả khoa học đầu tiên năm 1955.